# ستيفان يوهانسون
ستيفان يوهانسون (بالسويدية: Stefan "Lill-Lövis" Johansson)‏ مواليد 8 سبتمبر 1956 في السويد، هو سائق فورملا 1 سويدي بدأ مسيرته الاحترافية سنة 1980. كان أول سباق له هو جائزة الأرجنتين الكبرى 1980. خاض خلال مسيرته 103 سباقاً.

## سباقات شارك فيها
- لو مان 24 ساعة
- بطولة العالم للسيارات الرياضية
- البطولة الأمريكية لسباق السيارات
- بطولة فورمولا 3 البريطانية
- بطولة العالم للتحمل

## روابط خارجية
- ستيفان يوهانسون على موقع Racing-Reference.info (الإنجليزية)
- ستيفان يوهانسون على موقع DriverDB.com (الإنجليزية)